# Marietta (Mississippi)
Marietta è una città (town) degli Stati Uniti d'America, situata nella contea di Prentiss, nello Stato del Mississippi.